# Ramón Etchamendi
Ramón « Pirulo » Etchamendi, né en 1930, à Montevideo, en Uruguay et décédé le 8 janvier 1993, est un ancien entraîneur uruguayen de basket-ball.

## Palmarès
- Champion d'Amérique du Sud 1981
- Finaliste du championnat des Amériques 1984